# Хрестоносець у джинсах (роман)
«Хрестоносець у джинсах» (нід. Kruistocht in spijkerbroek) — хронофантастичний дитячий пригодницький роман 1973 року нідерландської письменниці Теа Бекман. Розповідь ведеться від імені Рудолфа Веги, шістнадцятилітнього хлопця з XX століття, який за допомогою машини часу потрапляє в 1212 рік та приєднується до дитячого хрестового походу. 

## Історичне підґрунтя
1212 року відбувся так званий дитячий хрестовий похід — німецька дітвора під проводом дванадцятирічного хлопчини зробила спробу перетнути Альпи та дістатися Святої Землі. Більшість з них не подужали такої подорожі — одні померли з голоду, а інші були продані в рабство.

## Сюжет
Події роману, окрім декількох перших та останніх сторінок, відбуваються у середньовічній Європі XIII століття. Рудолф (Долф) Вега, хлопчина з XX століття, добровільно погоджується протестувати машину часу та відвідати лицарський турнір, який відбувся 14 червня 1212 року в Монтживре, Франція, але через збій комп'ютера випадково потрапляє до тогочасної Німеччини. Поблизу міста Спірс він допомагає Леонардо Фібоначчі (студенту, який два роки провчився в Парижі, а тепер їде до Болоньї, аби закінчити свою освіту) відбити напад двох розбійників, а згодом й ознайомлює свого нового друга  з індо-арабською системою числення. Разом вони долучаються до дитячого хрестового походу, а знання XX століття допомагають Долфу врятувати багатьох дітей від трагічної долі.«Його накази виконувалися без роздумів тільки тому, що він знає і вміє більше за всіх. Це він полегшив їхню мандрівку, завдяки його турботам суворий шлях пілігримів став налагодженою подорожжю. Це він підшукав для кожного приємне та неважке заняття по душі, це він запропонував створити загони мисливців та рибаків». 
Організували цей похід два лжемонахи, яким вдалося заманити до цієї авантюри тисячі дітей своїми розповідями про визволення Єрусалима невинними. Їхні справжні наміри — доставити дітей в Геную та продати їх у рабство до Північної Африки. Але за допомогою Долфа дітям вдається уникнути такої плачевної долі.

## Екранізації
2006 року  режисер Бен Сомбоґаарт екранізував книгу під назвою «Хрестовий похід у джинсах».Теглайн: «Похід крізь час» (англ. «A march through time»)